# Japonesque
Japonesque è il decimo album in studio della cantante giapponese Koda Kumi, pubblicato il 25 gennaio 2012.

## Descrizione
L'album è stato pubblicato in quattro formati: CD only (include un unico CD di 19 tracce); CD+DVD (include un CD di 19 tracce e un DVD con 17 video musicali); CD+2DVD (include un CD di 19 tracce, un DVD con 17 video musicali e un altro DVD contenente i nove spot dei suoi album precedenti); CD+Goods (include un CD di 19 tracce e poster dei suoi album precedenti).

## Tracce

### CD
1. Introduction ~Japonesque~ – 1:28 (Maria Marcus)
2. So Nice (feat. Mr Blistah) – 2:44 (Kumi Koda, Bardur Haberg, Andrew Lane, Kasey Monroe)
3. Boom Boom Boys – 3:28 (Kumi Koda, Toby Gad, Lindy Robbins, Caterina Torres)
4. V.I.P. (feat. T-Pain) – 3:28 (Kumi Koda, Toby Gad, Jessica Cornish, T-PAIN)
5. Slow (feat. Omarion) – 3:50 (Kumi Koda, Tommy Clint)
6. Brave – 5:08 (Kumi Koda, Hitoshi Harukawa, Daisuke Kahara, Shinjiroh Inoue, Udai Shika)
7. Everyday – 4:03 (Kumi Koda, HIRO)
8. In The Air – 4:09 (Kumi Koda, Fast Lane, Erik Lidbom)
9. You Are Not Alone (Acoustic Version) – 4:41 (Kumi Koda, Takuya Harada)
10. Interlude ~Japonesque~ – 1:17 (Martin Svensson)
11. Escalate – 3:13 (Kumi Koda, Akira)
12. Love Me Back – 2:57 (Kumi Koda, Matthew Tishler, Liz Rodrigues)
13. No Mans Land – 4:27 (Kumi Koda, Mr.Blistah, Pete Kirtley, Jorge Mhondera, Samiya Berrabah)
14. 愛を止めないで (Ai wo Tomenaide) – 4:27 (Kumi Koda, Naohisa Taniguchi, Hitoshi Munakata)
15. KO-SO-KO-SO – 3:19 (Kumi Koda, Allan P Grigg, Kenichi Takemoto)
16. Lay Down – 3:42 (Kumi Koda, Matthew Tishler, Adam Royce, Kat Lucas, A Beatard)
17. Love Technique – 3:04 (Kumi Koda, Seogy, Genie)
18. Poppin' Love Cocktail (feat. Teeda) – 5:07 (Kumi Koda, Teeda, Back-On, Jin)
19. All for You – 5:23 (Kumi Koda, Hi-Yunk)

### DVD 1
1. Poppin' Love Cocktail
2. Boom Boom Boys
3. No Mans Land
4. V.I.P.
5. KO-SO-KO-SO
6. Lay Down
7. Escalate
8. Love Me Back
9. So Nice
10. Slow
11. In the Air
12. Everyday
13. Love Technique
14. You Are Not Alone
15. Ai wo Tomenaide
16. Brave
17. All for You

### DVD 2
1. Live Best DVD
2. 1st album Affection Commercial
3. 2nd album Grow into One Commercial
4. 3rd album Feel My Mind Commercial
5. 4th album Secret Commercial
6. 5th album Black Cherry Commercial
7. 6th album Kingdom Commercial
8. 7th album Trick Commercial
9. 8th album Universe Commercial
10. 9th album Dejavu Commercial

## Classifiche

### Album
| Classifica                      | Posizione raggiunta |
| ------------------------------- | ------------------- |
| Giappone (Oricon Daily Chart)   | 1                   |
| Giappone (Oricon Weekly Chart)  | 1                   |
| Giappone (Oricon Monthly Chart) | 3                   |
| World Albums Top 40             | 2                   |

## Date di Pubblicazione
| Nazione   | Data             | Formato                                         | Etichetta   |
| --------- | ---------------- | ----------------------------------------------- | ----------- |
| Giappone  | 25 gennaio 2012  | Digital Download, CD, CD+DVD, CD+2DVD, CD+Goods | Rhythm Zone |
| USA       | 1º febbraio 2012 | CD, CD+DVD, CD+2DVD                             | Avex Trax   |
| Hong Kong | 22 febbraio 2012 | CD+DVD, CD+2DVD                                 | Avex Asia   |
| Taiwan    | 22 febbraio 2012 | CD+DVD, CD+2DVD                                 | Avex Asia   |